# Salix dissa
Salix dissa ist ein niedriger Strauch aus der Gattung der Weiden (Salix) mit meist 1 bis 3 Zentimeter langen Blattspreiten. Das natürliche Verbreitungsgebiet der Art liegt in China.

## Beschreibung
Salix dissa wächst als bis zu 1 Meter hoher Strauch. Die Zweige stehen ausgebreitet, sie sind kurz und dünn, anfangs gelb bis gelblich braun gefärbt, fein behaart oder kahl. Die Laubblätter haben einen kurzen Blattstiel. Die Blattspreite ist länglich, länglich-eiförmig bis länglich-elliptisch, selten länglich-lanzettlich, 1 bis 3 selten bis 4 Zentimeter lang und 0,5 bis 1,8 Zentimeter breit. Der Blattrand ist ganzrandig, die Blattbasis gerundet, an jungen Trieben beinahe herzförmig, das Blattende spitz oder stumpf. Die Blattoberseite ist gelblich grün, selten matt grün, die Unterseite weißlich. Nebenblätter fehlen.
Die männlichen Blütenstände sind 2 bis 4 Zentimeter lange und 5 bis 7 Millimeter durchmessende Kätzchen. Der Blütenstandsstiel ist etwa 1 Zentimeter lang und trägt drei kleine Blätter, die Blütenstandsachse ist fein behaart. Die Tragblätter sind zur Spitze hin braun gefärbt, breit eiförmig oder rundlich und kahl. Männliche Blüten haben eine adaxiale oder eine adaxiale und eine abaxiale Nektardrüse. Es werden zwei freistehende Staubblätter gebildet, die Staubfäden sind nahe der Basis daunig behaart, die Staubbeutel sind gelb und rundlich. Die weiblichen Kätzchen sind dünn, 1,5 bis 3 Zentimeter lang und haben einen Durchmesser von 2 bis 4 Millimetern. Der Blütenstandsstiel ist bei Fruchtreife bis zu 2,5 Zentimeter lang und trägt drei bis 5 kleine Blätter. Die Tragblätter gleichen denen der männlichen Kätzchen. Weibliche Blüten haben eine eiförmige adaxiale Nektardrüse, die manchmal geteilt ist. Der Fruchtknoten ist eiförmig, kahl und sitzend, der Griffel ist kurz, die Narbe zweilappig. Die Früchte sind etwa 4 Millimeter lange, eiförmig-längliche Kapseln. Salix dissa blüht mit dem Blattaustrieb früh im Mai, die Früchte reifen im Juni.

## Verbreitung und Ökologie
Das natürliche Verbreitungsgebiet liegt im Süden der chinesischen Provinz Gansu, im Westen von Sichuan und im Nordwesten von Yunnan. Dort wächst die Art in der Nähe von Flüssen, an offenen Stellen und auf Berghängen in Höhen von 900 bis 3000 Metern.

## Systematik
Salix dissa ist eine Art aus der Gattung der Weiden (Salix) in der Familie der Weidengewächse (Salicaceae). Dort wird sie der Sektion Denticulatae zugeordnet. Sie wurde 1916 von Camillo Karl Schneider in Plantae Wilsonianae wissenschaftlich beschrieben.
Es werden zwei Varietäten unterschieden:
- Salix dissa var. cereifolia (Goerz ex Rehder & Kobuski) C.F.Fang: Männliche Blüten haben nur eine adaxiale Nektardrüse.
- Salix dissa var. dissa: Männliche Blüten haben eine adaxiale und eine abaxiale Nektardrüse.[1]